# Корнилий (митрополит Казанский)
Митропролит Корнилий (ум. 17 августа 1656) — епископ Русской православной церкви, митрополит Казанский и Свияжский (1650—1656).

## Биография
Впервые упоминается в 1647 году, когда он был игуменом Макарьева Желтоводского монастыря, вероятно, он и раньше находился среди братии этого монастыря.
В феврале 1649 года переведён игуменом Московского Богоявленского монастыря.
13 января 1650 года хиротонисан во епископа Казанского и Свияжского с возведением в сан митрополита.
Скорее всего, именно по инициативе митрополита Корнилия была основана Макарьевская пустынь.
В 1652 году участвовал в поставлении патриарха Никона. Присутствовал на Соборах 1654—1655 годов по вопросу об исправлении церковных книг.
Скоропостижно скончался 17 августа 1656 года во время эпидемии бубонной чумы. похоронен в кафедральном Благовещенском соборе, слева у северной стены.